# 沼山峠
沼山峠（ぬまやまとうげ）は、福島県南会津郡檜枝岐村にある峠。

## 概要
江戸時代、陸奥国の会津若松と上野国の沼田を結ぶ会津沼田街道が経由していた。周辺には尾瀬、燧ヶ岳などがあり、周辺の街道は登山道として利用されている区間があるほか、七入と沼山峠を結ぶ区間は、福島の遊歩道50選に選定されている。標高は約1,790m。

### 現在の沼山峠周辺
現在は国道401号、群馬県道・福島県道1号沼田檜枝岐線が付近を経由しているが、周辺では尾瀬付近の環境保護に対する運動などから車道が建設されていない。1970年代に車道建設の動きがあり、一部が建設されたが、反対運動などで全通には至らなかった。また、沼山峠の北側までは車道が建設されており、会津乗合自動車によるバスが運行されているが、マイカー・オートバイ・タクシーは御池〜沼山峠間で通年通行禁止になっているほか、観光バスについても通行日が制限されている。